# Monopteropsis
Monopteropsis is een geslacht van rechtvleugeligen uit de familie krekels (Gryllidae). De wetenschappelijke naam van dit geslacht is voor het eerst geldig gepubliceerd in 1994 door de Mello & Jacomini.

## Soorten
Het geslacht Monopteropsis omvat de volgende soorten:
- Monopteropsis acrophilus de Mello & Jacomini, 1994
- Monopteropsis vicinus de Mello & Jacomini, 1994